# Ullrich Wilhelm Klöckner
Ullrich Wilhelm Klöckner (* 27. Mai 1957 in Wissen) ist ein deutscher Diplomat im Ruhestand. Er war zuletzt von 2020 bis 2023 deutscher Botschafter in Luxemburg.

## Leben
Nach dem Abitur in Mönchengladbach leistete Klöckner zwischen 1976 und 1977 seinen Wehrdienst und absolvierte anschließend ein Studium der Rechtswissenschaften, das er 1983 mit dem Ersten Staatsexamen und 1986 mit dem Zweiten Staatsexamen abschloss. Anschließend trat er in den Auswärtigen Dienst ein und fand nach Beendigung der Attachéausbildung 1988 Verwendung im Auswärtigen Amt und anschließend von 1989 bis 1992 an der Botschaft Manila (Philippinen).
Nach einer erneuten Verwendung im Auswärtigen Amt war er von 1995 bis 1996 im US-Außenministerium in Washington, D.C. als Austauschbeamter. Anschließend blieb er in Washington und war dort bis 1998 Mitarbeiter an der Botschaft Washington (Vereinigte Staaten). Nach seiner Rückkehr war er zunächst stellvertretender Referatsleiter und danach von 1999 bis 2002 stellvertretender Leiter des Büros der Staatsminister. Nach einer anschließenden Tätigkeit an der Botschaft Tokio (Japan) war er zwischen 2005 und 2009 Referatsleiter im Auswärtigen Amt.
Von Oktober 2009 bis 2013 war Klöckner Botschafter in Mosambik, von 2013 bis 2016 in Simbabwe und von 2016 bis 2020 im Sudan. Im September 2020 übernahm er die Leitung der Botschaft Luxemburg. In diesem Amt wurde er 2023 von Heike Renate Peitsch abgelöst.